# عدی الجفال
عدی الجفال (عربی: عدي عبد الجفال؛ زادهٔ ۲۷ مهٔ ۱۹۹۰) یک ورزشکار اهل سوریه است.
از باشگاه‌هایی که در آن بازی کرده‌است می‌توان به باشگاه ورزشی الزورا، باشگاه فوتبال الشرطه دمشق، باشگاه السویق، تیم ملی فوتبال زیر ۲۳ سال سوریه، و تیم ملی فوتبال سوریه اشاره کرد.
وی همچنین در تیم‌های ملی فوتبال زیر ۱۷ سال سوریه زیر ۲۰ سال سوریه زیر ۲۳ سال سوریه سوریه بازی کرده است.